# Prąd znamionowy
Prąd znamionowy – ustalony prąd pracy urządzenia elektrycznego, przy poziomie którego urządzenie to zachowuje się zgodnie z jego przeznaczeniem.
Informacja o prądzie znamionowym zamieszczana jest na tabliczce znamionowej urządzenia oraz zamieszczana w instrukcji obsługi urządzenia.